# Art Smith
Arthur Gordon „Art“ Smith (* 23. März 1899 in Chicago, Illinois; † 24. Februar 1973 in Babylon, New York) war ein US-amerikanischer Schauspieler.

## Leben und Karriere
Geboren in Chicago, stand Smith bereits ab 1924 als Schauspieler auf den Bühnen. Ende der 1920er-Jahre war er erstmals am Broadway in New York zu sehen. Dort wurde er schnell zu einem vielbeschäftigten Darsteller und trat in den 1930er-Jahren alleine in 16 Broadway-Produktionen auf. Smith gehörte zu den Mitgliedern des sogenannten Group Theatre, das eigene Stücke produzierte und mit ihrem Ziel des „naturalistischen Spielens“ zu Vorreitern des Method Actings wurden. Smith trat unter anderem in den Erstaufführungen von Stücken bekannter Autoren wie Clifford Odets, Paul Green und Sidney Kingsley auf. Anfang der 1940er-Jahre siedelte der grauhaarige Charakterdarsteller dauerhaft nach Hollywood um, wo er mit einer Rolle im Dokumentarfilm Native Land (1942) sein Filmdebüt gab. In seinen ersten Jahren in Hollywood musste sich Smith meist mit kleinen Parts zufriedengeben, spätestens ab Mitte der 1940er-Jahre erhielt er aber auch komplexere Nebenrollen.
Oftmals wurde Art Smith auf intellektuell oder sensibel wirkende Figuren besetzt, etwa als Arzt in dem Gefängnisdrama Zelle R 17 oder als stummer, aber wissender Diener in Max Ophüls’ Literaturverfilmung Brief einer Unbekannten. Eine seiner heute noch bekanntesten Auftritte hatte er als Agent eines von Humphrey Bogart gespielten Drehbuchautoren im Film-noir-Drama Ein einsamer Ort. Smiths Hollywood-Karriere endete schlagartig im April 1952, als er während der McCarthy-Ära wegen Kommunismusverdachts auf eine Schwarze Liste geriet. Maßgeblich dafür verantwortlich war Smiths ehemaliger Group Theatre-Kollege und Starregisseur Elia Kazan, der gegen ihn aussagte. Anschließend kehrte Smith zum Broadway zurück, wo er 1957 als beschwichtigender Drogist „Doc“ in der Uraufführung von West Side Story spielte. Nach dem Ende der McCarthy-Ära hatte er in den 1960ern noch kleinere Auftritte in Film und Fernsehen, ohne allerdings mit diesen noch wieder größere Aufmerksamkeit zu erzielen.
Nachdem Smith sich in den späten 1960er-Jahren zunehmend aus dem Schauspielgeschäft zurückgezogen hatte, starb er 1973 im Alter von 73 Jahren an einem Herzinfarkt.

## Filmografie (Auswahl)
- 1942: Native Land
- 1943: Education for Death als Erzähler
- 1943: Aufstand in Trollness (Edge of Darkness)
- 1944: Auf Ehrenwort (Uncertain Glory)
- 1944: None But the Lonely Heart
- 1945: Ein Baum wächst in Brooklyn (A Tree Grows in Brooklyn)
- 1947: Zelle R 17 (Brute Force)
- 1947: Jagd nach Millionen (Body and Soul)
- 1947: Abgekartetes Spiel (Framed)
- 1947: Reite auf dem rosa Pferd (Ride the Pink Horse)
- 1947: Geheimagent T (T-Men)
- 1947: Ein Doppelleben (A Double Life)
- 1948: Brief einer Unbekannten (Letter from an Unknown Woman)
- 1948: Triumphbogen (Arch of Triumph)
- 1948: Mr. Peabody und die Meerjungfrau (Mr. Peabody and the Mermaid)
- 1949: Vom FBI gejagt (Manhandled)
- 1949: Konterbande (South of St. Louis)
- 1949: Gefangen (Caught)
- 1950: The Killer That Stalked New York
- 1950: Aufruhr in Santa Sierra (The Sound of Fury)
- 1950: Ein einsamer Ort (In a Lonely Place)
- 1950: Südsee-Vagabunden (South Sea Sinner)
- 1950: Quicksand
- 1950: The Next Voice You Hear...
- 1951: Lassie und die Goldgräber (The Painted Hills)
- 1952: Nur für Dich (Just for You)
- 1952: Die Rose von Cimarron (Rose of Cimarron)
- 1961: Haie der Großstadt (The Hustler)
- 1967: CBS Playhouse (Fernsehserie, Folge Do Not Go Gentle Into That Good Night)